# Gyldenstolpia planaltensis
Gyldenstolpia planaltensis é uma espécie de mamífero da família Cricetidae. Endêmica do Brasil, onde pode ser encontrada no estado do Mato Grosso e no Distrito Federal. Tradicionalmente estava incluída como sinônimo de Kunsia fronto, sendo elevada a categoria de espécie distinta em 2008.